# Euthalia mahonia
Euthalia mahonia är en fjärilsart som beskrevs av Hans Fruhstorfer 1913. Euthalia mahonia ingår i släktet Euthalia och familjen praktfjärilar. Inga underarter finns listade i Catalogue of Life.